# En este mundo raro
En este mundo raro es el duodécimo  álbum de estudio de la banda madrileña Los Secretos, publicado en 2011. Editado bajo el sello discográfico Dro de Warner Music Spain y producido por el músico chileno Carlos Narea. Del mismo se extrajeron dos sencillos, "En este mundo raro" y "Desapareces". 

## Producción
Producido por el veterano productor chileno Carlos Nerea, el título del álbum hace alusión a un tema del cantante mexicano José Alfredo Jiménez, "En un mundo raro", una canción que en su día ya versioneó el fallecido Enrique Urquijo. Desde el punto de vista estilístico, se aprecia en el álbum un cierto toque country y arreglos de raíz americana. Toda la banda participó en la composición de los temas, además de Álvaro Urquijo, también Jesús Redondo, Ramón Arroyo, Juanjo Ramos y Santi Fernández, aportaron temas propios. En el plano compositivo contaron también con la colaboración de Isabel Penalba (cantante y compositora del grupo Ecléctica), José María Granados y del gaditano Chema Vargas.
El álbum fue publicado en septiembre de 2011 y el 4 de noviembre la banda comenzó la gira de presentación que, apadrinados por Joaquín Sabina, tuvo México como punto de partida.

## Listado de canciones
| N.º | Título                                                       | Duración |  |
| 1.  | «En este mundo raro» (Álvaro Urquijo)                        | 3:47     |  |
| 2.  | «Solo quiero que me digas la verdad» (Álvaro Urquijo)        | 3:59     |  |
| 3.  | «Enseñame a dormir» (Jesús Redondo y Chema Vargas)           | 4:19     |  |
| 4.  | «Trenes perdido» (Jesús Redondo y Chema Vargas)              | 3:50     |  |
| 5.  | «Lágrimas sin nombre»                                        | 4:01     |  |
| 6.  | «Desapareces» (Álvaro Urquijo)                               | 4:58     |  |
| 7.  | «Por segunda vez» (Jesús Redondo y Chema Vargas)             | 4:19     |  |
| 8.  | «Buena vida, mejor vino» (Ramón Arroyo y Isabel Penalba)     | 3:32     |  |
| 9.  | «Has llegado un poco tarde» (Álvaro Urquijo)                 | 3:53     |  |
| 10. | «Sin aire» (Santi Fernández)                                 | 3:04     |  |
| 11. | «Quererte por querer» (Álvaro Urquijo y José María Granados) | 4:01     |  |
| 12. | «Soñadores» (Juanjo Ramos y Chema Vargas)                    | 4:02     |  |
| 13. | «Bailando con la luna» (Jesús Redondo y Chema Vargas)        | 2:35     |  |